# Adrian Johnatans
 (mars 2025).
Motif : Pas d'article centré, pas de preuve de la notoriété des titres
- Archive Wikiwix
- Bing
- Cairn
- DuckDuckGo
- E. Universalis
- Gallica
- Google
- G. Books
- G. News
- G. Scholar
- Persée
- Qwant
- (zh) Baidu
- (ru) Yandex
- (wd) trouver des œuvres sur Wikidata

| 1. | Préciser le motif de la pose du bandeau. | Précisez le motif de la pose du bandeau en utilisant la syntaxe suivante : {{admissibilité à vérifier\|date=juillet 2025\|motif=remplacez ce texte par le motif}}                     |
| 2. | Informer les utilisateurs concernés.     | Pensez à avertir le créateur de l'article, par exemple, en insérant le code ci-dessous sur sa page de discussion : {{subst:avertissement admissibilité à vérifier\|Adrian Johnatans}} |

Adrian Johnatans, né le 28 octobre 1988 à Portsmouth, est un catcheur suisse,
Adrian Johnatans est un ancien catcheur, entraîneur et promoteur de catch Suisse.
Outre une carrière sur les rings d'Europe de 2004 à 2016, il fonde la Swiss power wrestling en 2004,, Depuis 2019, il produit et présente les émissions de télévisions de la Swiss Power Wrestling d'abord sur GrandGenèveTV puis sur la chaîne CARAC3,.
En 2021 dans le cadre du Festival Les Créatives il conçoit et présente une conférence sur le catch féminin au Musée d'Art et d'Histoire de Genève,,.

## Palmarès
- Swiss power wrestling
  - Champion helvétique
  - Champion romand

## Filmographie
2013 : Bob et les Sex Pistaches : brute de l'église